# Dalia Grinkevičiūtė
Dalia Grinkevičiūtė (* 28. Mai 1927 in Kaunas, Litauen; † 25. Dezember 1987, Kaunas, Sowjetunion) war eine litauische Ärztin und Schriftstellerin, deren Erinnerungen an den Gulag heute als Teil der litauischen Nationalliteratur gelten. 

## Leben
Grinkevičiūtė wurde am 28. Mai 1927 in der damaligen litauischen Hauptstadt Kaunas geboren. 
In der Folge des Hitler-Stalin-Pakts von August 1939 okkupierte die Sowjetunion im Sommer 1940 Litauen. Am 14. Juni 1941, wenige Tage vor dem Überfall der Wehrmacht auf die Sowjetunion, wurde Grinkevičiūtė mit ihrer Mutter und ihrem Bruder in ein Lager des Gulag in der Altai-Region deportiert. Der Vater, von den Sowjetbehörden als Teil der litauischen Intelligenz betrachtet, wurde getrennt verschleppt, er starb 1943 in einem sowjetischen Arbeitslager. 1942 erfolgte die „Verbringung“ – so die Ausdrucksweise des NKWD – von Dalia Grinkevičiūtė, ihres Bruders und ihrer Mutter in den hohen Norden Jakutiens nach Trofimowsk, ein unwirtlicher Landstrich im Mündungsgebiet der Lena. 1949 floh sie mit ihrer Mutter zurück nach Litauen, wo sich beide illegal aufhielten. Die Mutter starb, und Grinkevičiūtė musste sie, um nicht entdeckt zu werden, heimlich beerdigen. Sie wurde im Mai 1950 festgenommen und im Gefängnis von Suchobeswodnoje (bei Nischni Nowgorod) inhaftiert. 1953 wurde Grinkevičiūtė nach Jakutsk deportiert.
1954 wurde sie aus der Gulag-Haft entlassen und begann am Medizinischen Institut von Omsk zu studieren. 1957 kehrte sie zurück nach Litauen, wo sie ab 1960 ihr Medizinstudium an der Universität Kaunas fortsetzte. Von 1960 bis 1974 arbeitete sie am Krankenhaus von Laukuva, wo sie sich vor allem um ehemalige Deportierte kümmerte und um deren hinterlassenes Eigentum und Erinnerungen. Daraufhin wurde sie vom KGB verfolgt, 1974 entlassen und ihr die zugeteilte Wohnung entzogen. 1977 lehnten die sowjetischen Behörden ihren Antrag auf Emigration nach Frankreich ab. 
Sie starb 1987 in Kaunas an einem Krebsleiden und wurde auf dem Friedhof von Eiguliai begraben.

## Schriftstellerisches Wirken
Bereits kurz nach ihrer Flucht notierte sie als 22-Jährige ihre Erfahrungen aus der Zeit im Gulag. Anschließend versteckte sie die Aufzeichnungen im Garten ihres Elternhauses, wo sie erst nach ihrem Tod gefunden wurden. Um 1974 rekonstruierte sie ihre verschollenen Erinnerungen und notierte sie in verkürzter Form, sie zirkulierten anschließend im Samisdat.
1979 erschienen ihre rekonstruierten Gulag-Erinnerungen mit dem Titel  „Lietuviai tremtiniai Jakutijoje“ (Litauische Vertriebene in Jakutien) in einem Moskauer Verlag in russischer Sprache. 1988 folgte eine Übersetzung in litauischer Sprache, sie erschien unter dem Titel  „Lietuviai prie Laptevų jūros“ (Die Litauer an der Laptewsee). 2002 folgten eine englischsprachige und eine deutschsprachige Übersetzung. 
1991, nach der Unabhängigkeit Litauens, wurde die Erstfassung ihrer Gulag-Aufzeichnungen zufällig wiedergefunden, 1997 wurden beide Fassungen unter dem Titel „Litauer an der Laptewsee“ publiziert. 
1996/97 erschienen ihre Erinnerungen über die Zeit des sowjetisch besetzten Litauens mit dem Titel „Gimtojoj žemėj“ (Im Heimatland), die sie ebenfalls 1979 verfasst hatte. Ihre Werke verbinden dokumentarische mit fiktiven Elementen.
Grinkevičiūtės Erinnerungen an den Gulag gelten in ihrem Heimatland als Teil des Kanons der Nationalliteratur.

## Werke
- Lietuviai prie Laptevų jūros, hrsg. von der Lietuvos rašytojų sąjungos leidykla, Vilniaus Spauda, Vilnius, 2005, 267 S., ISBN 9986-39-402-3
  - deutsche Ausgaben: 
    - Die Litauer an der Laptewsee. Übersetzung von Ruth Kibelka und Angela Vilčinskas. Hrsg. vom Litauischen Gymnasium, Hüttenfeld, 2002
    - Aber der Himmel - grandios. Aus dem Litauischen übersetzt von Vytenė Muschick. Hrsg. von Vytenė Muschick und Anna Husemann. Mit einem Nachwort von Tomas Venclova. Matthes & Seitz Berlin, Berlin 2014, ISBN 978-3-88221-387-4.